# Mandy Maywood
Mandy Nicole Maywood (Australia, 1974) es una nadadora paralímpica australiana con problemas de visión. 
En los Juegos de Seúl de 1988, ganó una medalla de plata en la prueba de 50 m de braza de B3, y dos medallas de bronce en las pruebas de 100 m de braza de B3 y 200 m de braza de B3. En los Juegos de Barcelona de 1992, ganó una medalla de oro en los 100 m de braza de B3, por lo que recibió una medalla de la Orden de Australia, y una medalla de bronce en los 200 m de braza de B1-3.[3] En el año 2000, recibió una Medalla Deportiva Australiana.